# نورگیرهای راه دور
نورگیرهای راه دور (به انگلیسی: Remote Skylights) سیستم‌های اپتیکی هستند که می‌توانند نور طبیعی را به قسمت‌های بی نور برسانند. نورگیرهای راه دور می‌توانند با استفاده از بازتابنده‌های شلجمی و فیبر نوری، نور طبیعی خورشید را به قسمت‌هایی که تاریک هستند یا دارای نور مصنوعی هستند برسانند.

## عملکرد
نورگیرهای راه دور معمولاً از یک دیش جمع کنندهٔ نور خورشید، یک «خورشیدلوله» و دیش توزیع کننده تشکیل شده‌اند. دیش‌های توزیع جمع‌کننده و توزیع کننده هر دو به صورت بازتابنده‌های شلجمی هستند. دیش جمع‌کننده، به سامانه‌ای متصل است که خورشید را در آسمان دنبال می‌کند تا مقدار نور تابیده شده به آن را به حداکثر مقدار ممکن برساند. خورشیدلوله، مجموعه‌ای از فیبرهای نوری است که نور خورشید جمع شده را از دیش جمع‌کننده به دیش توزیع کننده هدایت می‌کند. بر خلاف نورگیرهای عادی، در اینجا نیازی نیست که دو دیش در کنار یکدیگر باشند.

## مزایا
نورگیرهای راه دور دو مزیت نسبت به نورگیرهای عادی دارند:
1. نور منتقل شده، فرکانس‌هایی را که برای فتوسنتز ضروری است، در خود دارند (اگرچه گزارش شده است که اشعه‌های مضر فرابنفش فیلتر شده است).[۴]
2. هیچ توانی برای روشنایی نیاز نیست. این بدین معنی است که پس از ساخت هیچ گاز گلخانه‌ای مضر تولید نمی‌شود.

## تاریخچه
نورگیرهای راه دور توسط استودیو RAAD ابداع شدند تا نور طبیعی را به پارک زیرزمینی لولاین برسانند.